# 35 ق هـ
35 ق هـ هي السنة الخامسة والثلاثون السابقة للهجرة النبوية، وهي توافق ما بين سنتي 587 و588 حسب التقويم الميلادي، أي أنها بدأت في سنة 587م وانتهت في سنة 588م.

## مواليد
- ربيعة بن طريف العنبري شاعر عربي في العصر الجاهلي.
- عبيدة بن سعيد بن العاص

## وفيات
- النباش بن زرارة التميمي